# Miguel Layún
Miguel Arturo Layún Prado, född 25 juni 1988 i Córdoba, är en mexikansk fotbollsspelare som spelar för Monterrey. Han spelar även för det mexikanska landslaget. Han har även ett spanskt medborgarskap.

## Klubbkarriär
Layún började sin proffskarriär i Veracruz. Som 21-åring 2009 lämnade han Veracruz som spelade i andradivisionen, för italienska Atalanta. Han blev där den första mexikanska spelaren att spela i Serie A, efter att den 27 september 2009 gjort sin debut i en 1–1-match mot Chievo där han blev inbytt i den 82:a minuten mot Jaime Valdés. Han spelade endast två matcher för Atalanta i Serie A och återvände året efter till Mexiko och Club América. 
I sin nya klubb blev han kritiserad för sina insatser och hade en egen hashtag #TodoEsCulpaDeLayun, vilket kan översättas till "Allt är Layúns fel". Han överbevisade dock sina kritiker och satte bland annat den avgörande straffen i finalen av Clausura 2013 mot Cruz Azul.
I januari 2018 lånades Layún ut till Sevilla över resten av säsongen 2017/2018. Den 11 juli 2018 värvades Layún av Villarreal, där han skrev på ett treårskontrakt. Den 30 januari 2019 värvades Layún av Monterrey.

## Landslagskarriär
Under 2013 fick Layún sin första landslagsuttagning av förbundskaptenen José Manuel de la Torre. Han blev uttagen i CONCACAF Gold Cup 2013, där hela truppen bestod av spelare från inhemska klubbar. Han gjorde sin landslagsdebut den 11 juli 2013 mot Kanada på CenturyLink Field i Seattle.
Han var med i Mexikos trupp vid världsmästerskapet i fotboll 2014.